# Санто (Верона)
Санто (итал.Santo) је насеље у Италији у округу Верона, региону Венето.
Према процени из 2011. у насељу је живело 61 становника. Насеље се налази на надморској висини од 19 м.